# Adam Czerwiński
Adam Czerwiński (* 2. Oktober 1988 in Wiśniowa) ist ein polnischer Leichtathlet, der sich auf den Mittelstreckenlauf spezialisiert hat.

## Sportliche Laufbahn
Erste internationale Erfahrungen sammelte Adam Czerwiński im Jahr 2011, als er bei den Halleneuropameisterschaften in Paris mit 3:48,55 min in der ersten Runde im 1500-Meter-Lauf ausschied. Zehn Jahre später nahm er dann erneut an den Halleneuropameisterschaften im heimischen Toruń teil und kam auch dort mit 3:45,13 min nicht über den Vorlauf hinaus.
In den Jahren 2012, 2014 und 2020 wurde Czerwiński polnischer Hallenmeister im 1500-Meter-Lauf sowie 2018 und 2020 Hallenmeister im 3000-Meter-Lauf.

## Persönliche Bestleistungen
- 1500 Meter: 3:39,89 min, 1. Juni 2013 in Danzig
  - 1500 Meter (Halle): 3:41,20 min, 13. Februar 2021 in Luxemburg
  - 3000 Meter (Halle): 8:03,38 min, 23. Februar 2014 in Sopot